# En labyrint av lögner
En labyrint av lögner (tyska: Im Labyrinth des Schweigens) är en tysk dramafilm från 2014, baserad på sanna händelser samt regisserad av Giulio Ricciarelli. I Sverige har filmen visats på bio, SVT, Comhemplay samt SF Anytime.

## Handling
År 1958 i efterkrigstidens Tyskland, går ekonomin på högvarv och ett krigstrött Tyskland vill glömma det som hände under andra världskriget och istället fokusera på framtiden. När en journalist råkar identifiera en lärare på en skolgård som en före detta vakt från Auschwitz vill ingen ta i frågan förutom den unge åklagaren Johann Radmann (Alexander Fehling). Med orubblig vilja lyckas Radmann komma över dokument med bindande bevis mot ett flertal SS-män som tjänstgjort i förintelseläger. Men både fasorna från det förflutna, och den fientlighet han möter i sitt arbete, för Johann allt närmare ett sammanbrott.

## Rollista (i urval)
- Alexander Fehling - Johann Radmann
- Johannes Krisch - Simon Kirsch
- Friederike Becht - Marlene
- Hansi Jochmann - Sekreterare
- Johann von Bülow - Otto Haller
- Gert Voss - Fritz Bauer
- Robert Hunger-Bühler - Walter Friedberg
- André Szymanski - Thomas Gnielka
- Tim Williams - Major Parker